# روز آزادی (آفریقای جنوبی)
روز آزادی در کشور آفریقای جنوبی، یکی از تعطیلات رسمی در تقویم این کشور است که هر سال در ۲۷ ماه آوریل برای آن مراسمی برپا می‌شود. در این روز، مردم آفریقای جنوبی، آزادی و رهایی از رژیم آپارتاید را جشن گرفته و برگزاری اولین انتخابات پس از سرنگونی آپارتاید (که در ۲۷ آوریل ۱۹۹۴ روی داد) را گرامی می‌دارند. در این انتخابات همگی افراد بالای ۱۸ سال این کشور آزادانه حق رای داشتند، در صورتیکه در زمان سلطه نظام آپارتاید، انتخابات به صورت نژادپرستانه برگزار می‌شد و افراد غیر سفیدپوست از حقوق محدودی برای رای دادن، برخوردار بودند.